# Ignác Kolisch
El barón Ignác Kolisch, también conocido como Ignacio de Kolisch o Kolisch Ignác báró (Bratislava, 6 de abril de 1837 - Viena, 30 de abril de 1889) fue un ajedrecista húngaro de ascendencia judía, considerado uno de los jugadores de ajedrez más fuertes de su época. Se enfrentó en encuentros individuales contra Adolf Anderssen y Ludwig Paulsen. Abandonó el ajedrez para dedicarse a los negocios de la banca.
Kolisch fue el fundador y editor del periódico Wiener Allgemeine Zeitung, en el que solía escribir con el pseudónimo «Ideka», formado con las iniciales de su nombre.